# Matthew Rycroft
Matthew John Rycroft (nacido el 16 de junio de 1968 en Southampton) es un diplomático británico, se desempeñó como Representante Permanente del Reino Unido de Gran Bretaña e Irlanda del Norte ante la Organización de las Naciones Unidas en Nueva York, entre 2015 y 2018.

## Carrera
Rycroft nació en Southampton, antes de trasladarse a Cambridge a la edad de once años. Estudió matemáticas y filosofía en el Merton College de Oxford.
Después de su graduación, se unió al Foreign and Commonwealth Office (FCO) en 1989. Luego de periodos cortos en Ginebra y en las oficinas de la OTAN en Whitehall, Rycroft pasó cuatro años en la embajada británica en París. Desde 1995 hasta 1996, Rycroft fue Jefe de Sección de la Unidad Adriático Oriental en el FCO durante las guerras yugoslavas. Muy poco después desempeñó como miembro de la delegación británica en las conversaciones de paz de Dayton. Entre 1996 y 1998 fue oficialen la oficina de Planificación Política del FCO.
En 1998, se unió a la embajada británica en los Estados Unidos, donde se desempeñó durante cuatro años. En 2002, Rycroft fue nombrado secretario privado del primer ministro Tony Blair, para que le asesore en asuntos relacionados con la política exterior, la Unión Europea, Irlanda del Norte y la defensa. Fue allí donde Rycroft emitió el memorando de Downing Street. Que consistió en un memorando secreto al embajador británico en los Estados Unidos, David Manning, que resumió una reunión del 23 de julio de 2002 con Blair y otros funcionarios del gobierno hablando sobre Irak. El memorándum fue filtrado al periódico The Sunday Times, que lo publicó el 1 de mayo de 2005.
Durante su tiempo en Downing Street, en 2003, fue nombrado Comendador de la Orden del Imperio Británico.
Desde marzo de 2005 hasta julio de 2008, Rycroft fue Embajador en Bosnia y Herzegovina. En julio de 2008, fue nombrado Director de la Unión Europea en el FCO, y luego, en 2011, se convirtió en director de operaciones del FCO. En abril de 2015 fue nombrado Representante Permanente ante las Naciones Unidas en Nueva York, reemplazando a Mark Lyall Grant.
Rycroft fue nombrado en el cargo en medio de la crisis diplomática por la soberanía de las islas Malvinas en los años 2010, donde el gobierno de Argentina anunalmente asiste al Comité de Descolonización a realizar sus reclamos. En ese contexto Rycroft propuso que el comité realice una misión visitadora a las islas Malvinas para escuchar las opiniones de sus habitantes británicos. Xavier Lasso Mendoza, representante de Ecuador y presidente del Comité, rechazó el pedido de Rycroft explicando que «ahí [en las islas] no hay un problema de un referendum para llegar a un proceso de autodeterminación. Hay un tema de integridad territorial que está en disputa y no podes enviar una misión visitadora en esas condiciones».
Tras la prueba nuclear de Corea del Norte de enero de 2016, Rycroft afirmó que la ONU considerará nuevas sanciones contra Corea del Norte, trabajando en conjunto con otros países.
En enero de 2016 el Consejo de Seguridad de las Naciones Unidas aprobó la creación de una misión para supervisar el alto el fuego negociado entre el gobierno de Colombia y las FARC. El texto fue redactado por la representación del Reino Unido y presentado ante el Consejo por Rycroft.
En febrero de 2017 Rycroft junto la representante estadounidense en la ONU, Nikki Haley, reiteraron acusaciones contra Rusia por la guerra en el Donbáss. Debido a ello, Vitali Churkin, su homólogo ruso, le respondió:

Devuelvan las islas Malvinas, devuelvan Gibraltar, devuelvan la parte anexionada de Chipre, devuelvan el archipiélago de Chagos en el océano Índico, que convirtieron en una enorme base militar. Solo entonces su conciencia, tal vez, esté un poco más limpia y puedan empezar a juzgar otros temas.